# Eesti Laul 2023
Der 15. Eesti Laul fand vom 12. Januar bis zum 11. Februar 2023 in Tallinn statt und war der estnische Vorentscheid für den Eurovision Song Contest 2023 in Liverpool (Vereinigtes Königreich). Austragender Sender war wie immer Eesti Rahvusringhääling (ERR). Es gewann Alika mit dem Lied Bridges.

## Format

### Konzept
Das Konzept aus dem Jahre 2022 wurde durch ein neues Konzept ersetzt. Es wurden die Viertelfinals wieder abgeschafft. Außerdem nehmen nun nur noch 20 Beiträge am Eesti Laul teil. Diese wurden aufgeteilt auf zehn Lieder pro Halbfinale. Fünf Lieder pro Halbfinale erreichen das Finale. Vier der fünf Beiträge werden zu 50 % per Televoting und zu 50 % per Juryvoting ausgewählt. Der fünfte Finalist wird zu 100 % per Televoting ausgewählt. Im Finale treten somit zehn Teilnehmer in zwei Abstimmungsrunden gegeneinander an. Zu 50 % Televoting und zu 50 % Juryvoting werden dann die besten drei Teilnehmer ermittelt, die am Superfinale teilnehmen. Im Superfinale entscheiden dann lediglich die Zuschauer den Sieger und somit den estnischen Beitrag zum Eurovision Song Contest 2023.

### Beitragswahl
Vom 13. September 2022 bis zum 20. Oktober 2022 konnten Beiträge bei ERR eingereicht werden. Komponisten und Interpreten konnten bis zu fünf Lieder einreichen. Auch ausländische Komponisten waren eingeladen, Beiträge einzureichen, allerdings nur wenn sie mit einem estnischen Komponisten zusammenarbeiteten. Ebenso sollten die Interessierten ihre Ideen für den Bühnenauftritt bei der Bewerbung mitteilen. Wie in den Vorjahren gab es auch 2022 wieder eine Gebühr beim Einreichen von Beiträgen. Lieder in Estnischer Sprache zahlten eine Gebühr von 100 Euro. Für Lieder in anderen Sprachen mussten 200 Euro bezahlt werden. Insgesamt wurden 217 Lieder eingereicht, von denen 92 in estnischer Sprache waren. Aus diesen 217 Beiträgen wählte eine Jury bestehend aus 16 Mitgliedern 20 Beiträge für den Vorentscheid aus.
Die Jury bestand aus folgenden Mitgliedern:
- Andres Aljaste
- Simon Jay
- Margus Kamlat
- Ingrid Kohtla
- Alar Kotkas
- Kristiina Kraus
- Ahto Kruusmann
- Lenna Kuurmaa
- Silver Laas
- Ott Lepland
- Robert Linna
- Carola Madis
- Vaido Pannel
- Marta Püssa
- Janika Sillamaa
- Karl-Erik Taukar

### Moderation
Am 25. November 2022 gab ERR bekannt, dass die Veranstaltung von Grete Kuld und Tõnis Niinemets moderiert werden soll. Beide moderierten bereits den Eesti Laul 2021.

## Teilnehmer
Die Teilnehmer wurden am 1. bzw. 2. November 2022 in der Sendung Ringavaade vorgestellt. Die Lieder wurden am 2. Dezember veröffentlicht.

### Zurückkehrende Interpreten
| Interpret              | Jahr       |
| ---------------------- | ---------- |
| Anett x Fredi          | 2020       |
| Elisa Kolk (als Elysa) | 2015, 2022 |
| Inger                  | 2019, 2020 |
| Robin Juhkental        | 2010, 2015 |
| Sissi                  | 2019, 2021 |
| Wiiralt                | 2021, 2022 |

## Halbfinale

### Erstes Halbfinale
Das erste Halbfinale fand am 12. Januar 2023 um 18:30 (MESZ) statt. Insgesamt fünf Interpreten qualifizierten sich für das Finale.

#### Erste Runde
| Platz | Startnr. | Interpret            | Lied Musik (M) und Text (T)                                                                                                  | Sprache             | Übersetzung (inoffiziell)    | Zuschauer (Televoting & SMS) | Zuschauer (Televoting & SMS) | Jury   | Jury  |
| Platz | Startnr. | Interpret            | Lied Musik (M) und Text (T)                                                                                                  | Sprache             | Übersetzung (inoffiziell)    | Stimmen                      | Platz                        | Punkte | Platz |
| ----- | -------- | -------------------- | --- | ------------------- | ---------------------------- | ---------------------------- | ---------------------------- | ------ | ----- |
| 1.    | 7        | Ollie                | Venom M/T: Oliver Mazurtšak                                                                                                  | Englisch            | Gift                         | 1.397                        | 1                            | 115    | 1     |
| 2.    | 9        | Bedwetters           | Monsters M/T: Joosep Järvesaar, Mihkel Mõttus, Rauno Kutti, Kaspar Koppel, Karl-Kristjan Kingi, Claus Peneri, Kris Evan-Säde | Englisch            | Monster                      | 1.335                        | 2                            | 73     | 5     |
| 3.    | 10       | Anett & Fredi        | You Need To Move On M/T: Frederik Küüts, Anett Kulbin, Jason Hunter                                                          | Englisch            | Du musst weitermachen        | 742                          | 5                            | 99     | 2     |
| 4.    | 8        | Andreas              | Why Do You Love Me M/T: Andreas Poom, Alan Roy Scott, Julia Sundberg                                                         | Englisch            | Warum liebst du mich         | 555                          | 6                            | 81     | 4     |
| 5.    | 5        | Mia                  | Üks Samm Korraga M/T: Kersti Kukk, Frants Tikerpuu                                                                           | Estnisch            | Ein Schritt nach dem anderen | 1.326                        | 3                            | 29     | 9     |
| 6.    | 1        | Janek                | House Of Glass M/T: Janek Valgepea, Kjetil Mørland                                                                           | Englisch            | Haus aus Glas                | 1.134                        | 4                            | 33     | 8     |
| 7.    | 2        | Ellip                | Pretty Girl M/T: Pille-Riin Karro, Meelis Meri                                                                               | Englisch            | Schönes Mädchen              | 502                          | 9                            | 91     | 3     |
| 8.    | 6        | Neon Letters & Maiko | Tokimeki M/T: Aap-Eerik Lai, Johanna Holvandus, Maiko Tammik, Paal Hendrik Piller                                            | Englisch, Japanisch | Herzrasen                    | 520                          | 8                            | 61     | 6     |
| 9.    | 4        | Merlyn               | Unicorn Vibes M/T: Merlyn Uusküla, Lauri Lembinen, Liis Kaskpeit                                                             | Englisch            | Einhorn-Schwingungen         | 529                          | 7                            | 14     | 10    |
| 10.   | 3        | Kaw                  | Valik M/T: Gevin Niglas, Jesse Keihäsvuori                                                                                   | Estnisch            | Auswahl                      | 269                          | 10                           | 42     | 7     |

 Kandidat hat sich durch die erste Runde für das Finale qualifiziert.

#### Zweite Runde
| Platz | Startnr. | Interpret            | Lied Musik (M) und Text (T)                                                       | Sprache             | Übersetzung (inoffiziell)    | Zuschauerstimmen (Televoting & SMS) |
| ----- | -------- | -------------------- | --------------------------------------------------------------------------------- | ------------------- | ---------------------------- | ----------------------------------- |
| 1.    | 1        | Janek                | House Of Glass M/T: Janek Valgepea, Kjetil Mørland                                | Englisch            | Haus aus Glas                | 1.535                               |
| 2.    | 2        | Ellip                | Pretty Girl M/T: Pille-Riin Karro, Meelis Meri                                    | Englisch            | Schönes Mädchen              | 971                                 |
| 3.    | 4        | Merlyn               | Unicorn Vibes M/T: Merlyn Uusküla, Lauri Lembinen, Liis Kaskpeit                  | Englisch            | Einhorn-Schwingungen         | 497                                 |
| 4.    | 6        | Neon Letters & Maiko | Tokimeki M/T: Aap-Eerik Lai, Johanna Holvandus, Maiko Tammik, Paal Hendrik Piller | Englisch, Japanisch | Herzrasen                    | 434                                 |
| 5.    | 5        | Mia                  | Üks Samm Korraga M/T: Kersti Kukk, Frants Tikerpuu                                | Estnisch            | Ein Schritt nach dem anderen | 285                                 |
| 6.    | 3        | Kaw                  | Valik M/T: Gevin Niglas, Jesse Keihäsvuori                                        | Estnisch            | Auswahl                      | 265                                 |

 Kandidat hat sich durch die zweite Runde für das Finale qualifiziert.

### Zweites Halbfinale
Das zweite Halbfinale fand am 14. Januar 2023 um 18:30 Uhr (MESZ) statt. Insgesamt fünf Interpreten qualifizierten sich für das Finale.

#### Erste Runde
| Platz | Startnr. | Interpret        | Lied Musik (M) und Text (T)                                                                     | Sprache            | Übersetzung (inoffiziell)          | Zuschauer (Televoting & SMS) | Zuschauer (Televoting & SMS) | Jury   | Jury  |
| Platz | Startnr. | Interpret        | Lied Musik (M) und Text (T)                                                                     | Sprache            | Übersetzung (inoffiziell)          | Stimmen                      | Platz                        | Punkte | Platz |
| ----- | -------- | ---------------- | ----------------------------------------------------------------------------------------------- | ------------------ | ---------------------------------- | ---------------------------- | ---------------------------- | ------ | ----- |
| 1.    | 10       | Alika            | Bridges M/T: Alika Milova, Wouter Hardy, Nina Sampermans                                        | Englisch           | Brücken                            | 4.364                        | 1                            | 111    | 2     |
| 2.    | 8        | Sissi            | Lighthouse M/T: Sissi Nylia Benita                                                              | Englisch           | Leuchtturm                         | 890                          | 4                            | 114    | 1     |
| 3.    | 1        | Inger            | Awaiting You M/T: Inger Fridolin, Oliver de la Rosa Padilla, Sofia-Liis Liiv                    | Englisch           | Ich warte auf dich                 | 918                          | 3                            | 58     | 5     |
| 4.    | 3        | Meelik           | Tuju M/T: Andres Kõpper, Meelik Samel, Rain Parve, Martin Petermann                             | Estnisch, Englisch | Stimmung                           | 775                          | 5                            | 85     | 3     |
| 5.    | 4        | Elysa            | Bad Philosophy M/T: Stig Rästa, Vallo Kikas, Elisa Kolk, Anne Gudrun Michaelsen, Alex Ghinea    | Englisch           | Schlechte Philosophie              | 1.464                        | 2                            | 30     | 9     |
| 6.    | 7        | Wiiralt          | Salalik M/T: Martin Saaremägi, Vahur Krautman                                                   | Estnisch           | Geheimnisvoll                      | 414                          | 8                            | 65     | 4     |
| 7.    | 6        | M els            | So Good At What You Do M/T: Stefan Airapetjan, Andreas Poom, Hugo Martin Maasikas, Gevin Niglas | Englisch           | Du bist so gut in dem, was du tust | 611                          | 6                            | 50     | 7     |
| 8.    | 9        | Carlos Ukareda   | Whiskey Won't Forget M/T: Carlos Ukareda, Gevin Niglas, Chris Roberts                           | Englisch           | Whiskey vergisst nichts            | 606                          | 7                            | 51     | 6     |
| 9.    | 2        | Linalakk & Bonzo | Aeg M/T: Liina Tsimmer                                                                          | Estnisch           | Zeit                               | 393                          | 9                            | 30     | 9     |
| 10.   | 5        | Robin Juhkental  | Kurbuse Matused M/T: Robin Juhkental                                                            | Estnisch           | Begräbnis der Trauer               | 317                          | 10                           | 44     | 8     |

 Kandidat hat sich durch die erste Runde für das Finale qualifiziert.
1. ↑  Ursprünglich sollte Wiiralt gemeinsam mit der Band Ultima Thule auftreten. Diese zog jedoch ihre Teilnahme nach dem Tod ihres Leadsängers zurück.

#### Zweite Runde
| Platz | Startnr. | Interpret        | Lied Musik (M) und Text (T)                                                                     | Sprache  | Übersetzung (inoffiziell)          | Zuschauerstimmen (Televoting & SMS) |
| ----- | -------- | ---------------- | ----------------------------------------------------------------------------------------------- | -------- | ---------------------------------- | ----------------------------------- |
| 1.    | 6        | M els            | So Good At What You Do M/T: Stefan Airapetjan, Andreas Poom, Hugo Martin Maasikas, Gevin Niglas | Englisch | Du bist so gut in dem, was du tust | 872                                 |
| 2.    | 4        | Elysa            | Bad Philosophy M/T: Stig Rästa, Vallo Kikas, Elisa Kolk, Anne Gudrun Michaelsen, Alex Ghinea    | Englisch | Schlechte Philosophie              | 731                                 |
| 3.    | 9        | Carlos Ukareda   | Whiskey Won't Forget M/T: Carlos Ukareda, Gevin Niglas, Chris Roberts                           | Englisch | Whiskey vergisst nichts            | 655                                 |
| 4.    | 7        | Wiiralt          | Salalik M/T: Martin Saaremägi, Vahur Krautman                                                   | Estnisch | Geheimnisvoll                      | 464                                 |
| 5.    | 2        | Linalakk & Bonzo | Aeg M/T: Liina Tsimmer                                                                          | Estnisch | Zeit                               | 270                                 |
| 6.    | 5        | Robin Juhkental  | Kurbuse Matused M/T: Robin Juhkental                                                            | Estnisch | Begräbnis der Trauer               | 265                                 |

 Kandidat hat sich durch die zweite Rund für das Finale qualifiziert.

## Wildcard
Während des zweiten Halbfinales wurde bekanntgegeben, dass zwei weitere Beiträge sich über eine weitere Televoting-Abstimmungsrunde für das Finale qualifizieren können, welches vom 15. Januar 2023 bis zum 16. Januar 2023 stattfindet. Das Ergebnis der Abstimmung wurde am 16. Januar 2023 im Rahmen der Sendung Ringvaade bekanntgegeben.
| Platz | Interpret            | Lied Musik (M) und Text (T)                                                                  | Sprache             | Übersetzung (inoffiziell)    | Zuschauerstimmen (Televoting & SMS) |
| ----- | -------------------- | -------------------------------------------------------------------------------------------- | ------------------- | ---------------------------- | ----------------------------------- |
| 1.    | Mia                  | Üks Samm Korraga M/T: Kersti Kukk, Frants Tikerpuu                                           | Estnisch            | Ein Schritt nach dem anderen | 1.502                               |
| 2.    | Elysa                | Bad Philosophy M/T: Stig Rästa, Vallo Kikas, Elisa Kolk, Anne Gudrun Michaelsen, Alex Ghinea | Englisch            | Schlechte Philosophie        | 1.419                               |
| 3.    | Wiiralt              | Salalik M/T: Martin Saaremägi, Vahur Krautman                                                | Estnisch            | Geheimnisvoll                | 1.064                               |
| 4.    | Merlyn               | Unicorn Vibes M/T: Merlyn Uusküla, Lauri Lembinen, Liis Kaskpeit                             | Englisch            | Einhorn-Schwingungen         | 1.058                               |
| 5.    | Ellip                | Pretty Girl M/T: Pille-Riin Karro, Meelis Meri                                               | Englisch            | Schönes Mädchen              | 852                                 |
| 6.    | Carlos Ukareda       | Whiskey Won't Forget M/T: Carlos Ukareda, Gevin Niglas, Chris Roberts                        | Englisch            | Whiskey vergisst nichts      | 572                                 |
| 7.    | Neon Letters & Maiko | Tokimeki M/T: Aap-Eerik Lai, Johanna Holvandus, Maiko Tammik, Paal Hendrik Piller            | Englisch, Japanisch | Herzrasen                    | 338                                 |
| 8.    | Kaw                  | Valik M/T: Gevin Niglas, Jesse Keihäsvuori                                                   | Estnisch            | Auswahl                      | 267                                 |
| 9.    | Linalakk & Bonzo     | Aeg M/T: Liina Tsimmer                                                                       | Estnisch            | Zeit                         | 172                                 |
| 10.   | Robin Juhkental      | Kurbuse Matused M/T: Robin Juhkental                                                         | Estnisch            | Begräbnis der Trauer         | 130                                 |

 Kandidat hat sich durch das Wildcard Voting für das Finale qualifiziert.

## Finale
Das Finale fand am 11. Februar 2023 statt. Die drei bestplatzierten Beiträge qualifizierten sich für das Superfinale. Folgende Künstler nahmen daran teil.
| Platz | Startnr. | Interpret     | Lied Musik (M) und Text (T)                                                                                                  | Sprache            | Übersetzung (inoffiziell)          | Jury   | Jury  | Zuschauer (Televoting & SMS) | Zuschauer (Televoting & SMS) | Zuschauer (Televoting & SMS) | Gesamt |
| Platz | Startnr. | Interpret     | Lied Musik (M) und Text (T)                                                                                                  | Sprache            | Übersetzung (inoffiziell)          | Punkte | Platz | Stimmen                      | Punkte                       | Platz                        | Gesamt |
| ----- | -------- | ------------- | --- | ------------------ | ---------------------------------- | ------ | ----- | ---------------------------- | ---------------------------- | ---------------------------- | ------ |
| 1.    | 8        | Alika         | Bridges M/T: Alika Milova, Wouter Hardy, Nina Sampermans                                                                     | Englisch           | Brücken                            | 12     | 1     | 8.514                        | 12                           | 1                            | 24     |
| 2.    | 10       | Ollie         | Venom M/T: Oliver Mazurtšak                                                                                                  | Englisch           | Gift                               | 8      | 3     | 6.832                        | 10                           | 2                            | 18     |
| 3.    | 6        | Bedwetters    | Monsters M/T: Joosep Järvesaar, Mihkel Mõttus, Rauno Kutti, Kaspar Koppel, Karl-Kristjan Kingi, Claus Peneri, Kris Evan-Säde | Englisch           | Monster                            | 10     | 2     | 4.685                        | 8                            | 3                            | 18     |
| 4     | 1        | Meelik        | Tuju M/T: Andres Kõpper, Meelik Samel, Rain Parve, Martin Petermann                                                          | Estnisch, Englisch | Stimmung                           | 7      | 4     | 3.048                        | 6                            | 5                            | 13     |
| 5     | 3        | Janek         | House Of Glass M/T: Janek Valgepea, Kjetil Mørland                                                                           | Englisch           | Haus aus Glas                      | 5      | 6     | 3.051                        | 7                            | 4                            | 12     |
| 6     | 12       | Sissi         | Lighthouse M/T: Sissi Nylia Benita                                                                                           | Englisch           | Leuchtturm                         | 6      | 5     | 2.130                        | 5                            | 6                            | 11     |
| 7     | 2        | Inger         | Awaiting You M/T: Inger Fridolin, Oliver de la Rosa Padilla, Sofia-Liis Liiv                                                 | Englisch           | Ich warte auf dich                 | 4      | 7     | 1.107                        | 4                            | 7                            | 8      |
| 8     | 7        | Andreas       | Why Do You Love Me M/T: Andreas Poom, Alan Roy Scott, Julia Sundberg                                                         | Englisch           | Warum liebst du mich               | 3      | 8     | 752                          | 2                            | 9                            | 5      |
| 9     | 5        | M els         | So Good At What You Do M/T: Stefan Airapetjan, Andreas Poom, Hugo Martin Maasikas, Gevin Niglas                              | Englisch           | Du bist so gut in dem, was du tust | 1      | 10    | 1.046                        | 3                            | 8                            | 4      |
| 10    | 9        | Anett & Fredi | You Need To Move On M/T: Frederik Küüts, Anett Kulbin, Jason Hunter                                                          | Englisch           | Du musst weitermachen              | 2      | 9     | 593                          | 0                            | 11                           | 2      |
| 11    | 4        | Elysa         | Bad Philosophy M/T: Stig Rästa, Vallo Kikas, Elisa Kolk, Anne Gudrun Michaelsen, Alex Ghinea                                 | Englisch           | Schlechte Philosophie              | 0      | 11    | 694                          | 1                            | 10                           | 1      |
| 12    | 11       | Mia           | Üks Samm Korraga M/T: Kersti Kukk, Frants Tikerpuu                                                                           | Estnisch           | Ein Schritt nach dem anderen       | 0      | 12    | 372                          | 0                            | 12                           | 0      |

 Kandidat hat sich für das Superfinale qualifiziert.

### Juryvoting
Die Mitglieder der professionellen Jury wurden am 11. Februar 2023 vorgestellt.
- Alma – finnische Sängerin
- Birgit Simal – belgische TV Produzentin
- Kat Reinhert – Professorin am Berklee College
- Lucas Gullbing –  schwedischer Musikproduzent
- Deben Aderemi  – Co-Autor der Website Wiwibloggs
- Matthew Tryba – Produzent und Autor
- Anja Roglic  – serbischer TV-Produzent und Musikredakteur bei RTS
- Joe Bennett  – Musikwissenschaftler
- Tim Hall – Professor am Berklee College
- Tomi Saarinen – CEO von Live Nation Finland

| Startnr. | Interpret     | Lied                   | Alma | Kat Reinhert | Birgit Simal | Lucas Gullbing | Matthew Tryba | Anja Roglic | Joe Bennett | Deben Aderemi | Tim Hall | Yves Schifferle | Tomi Saarinen | Stimmen | Punkte |
| -------- | ------------- | ---------------------- | ---- | ------------ | ------------ | -------------- | ------------- | ----------- | ----------- | ------------- | -------- | --------------- | ------------- | ------- | ------ |
| 1        | Meelik        | Tuju                   | 8    | 5            | 6            | 12             | -             | 12          | -           | -             | 6        | 2               | 10            | 61      | 7      |
| 2        | Inger         | Awaiting You           | 4    | 7            | 7            | 1              | 3             | 7           | 7           | 2             | 4        | 4               | 6             | 52      | 4      |
| 3        | Janek         | House Of Glass         | -    | 4            | 12           | 10             | 6             | 4           | -           | 10            | 3        | 7               | -             | 56      | 5      |
| 4        | Elysa         | Bad Philosophy         | 3    | 1            | 5            | 2              | 5             | -           | 10          | 6             | 1        | -               | 3             | 36      | 0      |
| 5        | M els         | So Good At What You Do | 1    | 2            | 3            | 6              | 1             | 8           | 1           | 5             | 8        | -               | 5             | 40      | 1      |
| 6        | Bedwetters    | Monsters               | 6    | 8            | 10           | 7              | -             | 5           | 8           | 12            | 2        | 8               | 1             | 67      | 10     |
| 7        | Andreas       | Why Do You Love Me     | 5    | -            | 2            | 3              | 10            | -           | 6           | 4             | 12       | 5               | 4             | 51      | 3      |
| 8        | Alika         | Bridges                | 12   | -            | 4            | 4              | 8             | 10          | 12          | 1             | 10       | 12              | 12            | 85      | 12     |
| 9        | Anett & Fredi | You Need To Move On    | -    | 12           | -            | 8              | 7             | 1           | 5           | -             | 5        | 3               | -             | 41      | 2      |
| 10       | Ollie         | Venom                  | 7    | 6            | 8            | 5              | 4             | 6           | 4           | 7             | 7        | 6               | 7             | 67      | 8      |
| 11       | Mia           | Üks Samm Korraga       | 2    | 10           | 1            | -              | 2             | 2           | 2           | 3             | -        | 1               | 2             | 25      | 0      |
| 12       | Sissi         | Lighthouse             | 10   | -            | 3            | -              | 12            | 3           | 3           | 8             | -        | 10              | 8             | 57      | 6      |

### Superfinale
Im Superfinale traten die drei bestplatzierten der ersten Abstimmung noch einmal auf. In dieser Runde zählte das Televoting zu 100 %.
| Platz | Startnr. | Interpret  | Lied Musik (M) und Text (T)                                                                                                  | Sprache  | Übersetzung (inoffiziell) | Zuschauer (Televoting & SMS) | Zuschauer (Televoting & SMS) |
| Platz | Startnr. | Interpret  | Lied Musik (M) und Text (T)                                                                                                  | Sprache  | Übersetzung (inoffiziell) | Stimmen                      | %                            |
| ----- | -------- | ---------- | --- | -------- | ------------------------- | ---------------------------- | ---------------------------- |
| 1.    | 8        | Alika      | Bridges M/T: Alika Milova, Wouter Hardy, Nina Sampermans                                                                     | Englisch | Brücken                   | 13.141                       | 42                           |
| 2.    | 10       | Ollie      | Venom M/T: Oliver Mazurtšak                                                                                                  | Englisch | Gift                      | 10.280                       | 33                           |
| 3.    | 6        | Bedwetters | Monsters M/T: Joosep Järvesaar, Mihkel Mõttus, Rauno Kutti, Kaspar Koppel, Karl-Kristjan Kingi, Claus Peneri, Kris Evan-Säde | Englisch | Monster                   | 7.991                        | 25                           |